# Pseudocellus dissimulans
Pseudocellus dissimulans är en spindeldjursart som först beskrevs av Cooke och Mohammad U. Shadab 1973.  Pseudocellus dissimulans ingår i släktet Pseudocellus och familjen Ricinoididae. Inga underarter finns listade i Catalogue of Life.